# Erioptera (Ctenerioptera) sziladyi
Erioptera (Ctenerioptera) sziladyi is een tweevleugelige uit de familie steltmuggen (Limoniidae). De soort komt voor in het Australaziatisch gebied.